# Odontomera marginalis
Odontomera marginalis är en tvåvingeart som först beskrevs av Walker 1861.  Odontomera marginalis ingår i släktet Odontomera och familjen Richardiidae. Inga underarter finns listade i Catalogue of Life.